# Ordgarius furcatus distinctus
Ordgarius furcatus là một phân loài nhện trong họ Araneidae.
Loài này thuộc chi Ordgarius. Ordgarius furcatus distinctus được William Joseph Rainbow miêu tả năm 1900.